# 부채새우
부채새우(학명: Ibacus ciliatus 이바쿠스 킬리아투스[*])는 서북태평양에서 발견되는 매미새우의 일종이다.
몸이 넙대대하고, 갑각 길이는 최대 80 밀리미터, 총 신장은 최대 23 센티미터다. 색상은 적갈색이고, 꼬리는 몸통보다 노란빛을 띤다. 유생은 다른 매미새우류와 마찬가지로 필로소마 형태를 가진다. 1령 필로소마의 크기는 3 밀리미터 정도이며, 성장하며서 37.5 밀리미터까지 커진다.
필리핀에서 한반도를 거쳐 일본 남부(서쪽으로는 니가타현에서 동쪽으로는 도쿄만까지)에 이르는 서태평양에 서식한다. 부채새우속에 딸린 종으로서 호주 연안에는 서식하지 않는 종은 이 종이 유일하다. 부채새우는 수심 49–324 미터, 수온 섭씨 14–24 도의 부드러운 해저에 서식한다.
부채새우의 식용은 1830년 하인리히 뷔르거가 나가사키의 어시장에서 일상적으로 사고파는 것을 목격해 기록한 사례가 최초의 기록예다. 오늘날 서식하는 전 지역에서 식용으로 어획하나, 얼마나 많이 잡히는지에 관해서는 정확한 데이터가 미비하다. 유엔식량농업기구(FAO) 어로통계에서는 2000년 이후 약 1,600 톤의 부채새우가 어획되었고, 2010년에는 9,114 톤까지 늘어났다고 보고하고 있다. 이러한 사정으로 인해 IUCN 적색목록에는 정보부족(DD)으로 등재되었다.
부채새우는 1824년 필리프 프란츠 폰 지볼트의 『일본국 자연사론』에 Scyllarus ciliatus라는 학명으로 처음 기재되었다. 지볼트가 부채새우의 학명을 명명할 때 사용한 완모식표본은 네덜란드 라이덴의 국립자연사박물관에 소장되었다. 이후 1841년 빌럼 더 한이 부채새우를 지금의 부채새우속(Ibacus)으로 재분류했다. 부채새우의 아종이었던 Ibacus ciliatus pubescens는 현재 독립된 종인 Ibacus pubescens로 재분류되었다.
부채새우라는 이름은 일본어 이름 "우치와에비"(우치와: 부채 + 에비: 새우)에서 비롯되었다. 태국에서는 kung kradan deng이라 하고, 필리핀에서는 pitik-pitik (힐리가이논어 및 세부어) 또는 cupapa (수리가오어)라고 부른다. 영어 이름 "Japanese fan lobster"는 FAO에서 제안한 것이다.